# Robert Ibáñez
Roberto Ibáñez Castro, noto semplicemente come Rober Ibáñez (Valencia, 22 marzo 1993), è un calciatore spagnolo, centrocampista del Lamia.

## Caratteristiche tecniche
È un'ala destra.

## Carriera
Nel 2000, a sette anni, viene ingaggiato dalla squadra della sua città, il Valencia, dove milita in tutte le trafila giovanili minori. Nella stagione 2010-11 si aggrega al Mestalla, la compagine delle riserve, in Tercera División. Da prodotto della cantera valenciana, l'allenatore Nuno Espírito Santo lo integra in prima squadra nel 2014 per la tournée estiva in Sud America e Inghilterra. Il 29 agosto 2014 debutta in Liga nella vittoria casalinga per 3-0 contro il Malaga.
Il 16 gennaio 2015 firma un contratto semestrale col Granada e il 25 gennaio seguente segna il primo gol da professionista nel pareggio casalingo per 2-2 contro il Deportivo La Coruña. Il 13 luglio 2015 il Valencia prolunga di un anno il prestito in Andalusia e il 31 agosto 2016 viene ceduto sempre a titolo temporaneo al Leganés. Il 21 novembre 2016 nella partita vinta 2-1 contro l'Osasuna (in cui segna una doppietta) subisce un grave infortunio al ginocchio che lo costringe a saltare il resto della stagione.
Il 3 gennaio 2018 il Valencia lo cede definitivamente al Getafe, con cui firma un contratto per le successive tre stagioni. Viene prestato immediatamente all'Osasuna per poi far ritorno al Getafe l'anno seguente. Il 12 agosto 2019 si trasferisce nuovamente al club di Pamplona, questa volta a titolo definitivo per 2 milioni di euro.